# Gouvernement Mara III
Mara II Mara IV
Le gouvernement Mara III est le gouvernement qui dirige les Fidji d'avril à septembre 1977. Il résulte des élections législatives de mars/avril 1977. Ce scrutin produit un parlement sans majorité. Le Parti de la fédération nationale parvient à constituer une majorité avec l'appui d'un député indépendant, mais tarde à s'accorder sur la nomination d'un Premier ministre. Le gouverneur général Ratu George Cakobau invite alors Ratu Sir Kamisese Mara, le Premier ministre sortant, à former un gouvernement minoritaire. Ratu Mara forme un gouvernement début avril.
La composition de ce gouvernement n'est pas connue. Trois ministres du gouvernement Mara II (1972-1977) ont perdu leur siège de député à ces élections, et ne peuvent donc demeurer au gouvernement : Ratu Josua Toganivalu (le ministre de l'Agriculture), Sakiasi Waqanivavalagi (ministre des Terres et des Ressources minières) et Peniame Naqasima (ministre de l'Éducation).
Au mois de juin, le Parti de la fédération nationale parvient à contraindre le gouvernement Mara à la démission, en refusant de voter la confiance en sa faveur au Parlement. La chute du gouvernement entraîne de nouvelles élections en septembre.